# Nunchaku
El nunchaku (japonés: ヌンチャク nunchaku) (chino: 雙節棍 shuāng jié gùn, 兩節棍 liǎng jié gùn, o 二節棍 èr jié gùn) (coreano: 쌍절곤 sang jeol gon) es una de las armas tradicionales de las artes marciales asiáticas formada básicamente por dos palos cortos, generalmente de entre 30 y 60 cm unidos en sus extremos por una cuerda o cadena. También recibe el nisetsukon y tabak-toyok (variante filipina) y, en el ámbito específico de la lengua española, nunchaco, lunchaco, luchaco, linchaco, chaco o barra doble. El nunchaku es principalmente usado en acciones de golpeo y bloqueo; sin embargo puede ser usado como complemento a varias técnicas de barridos, atrape, desarmes, luxación y estrangulamiento.
En los tiempos modernos, esta arma fue popularizada por el actor Bruce Lee en las películas Fist of Fury y Operación Dragón. Bruce Lee aprendió la técnica de su maestro de artes marciales filipinas Dan Inosanto. Y también la usa el personaje de dibujos animados Michelangelo de las Tortugas Ninja.
El sansetsukon es un arma similar al nunchaku, pero con tres varas en lugar de dos. Por este motivo, para diferenciarlos el nunchaku también recibe el nombre de nunchaku doble mientras que el sansetsukon recibe el nombre de nunchaku triple.

## Historia
Sobre la invención del nunchaku hay tres hipótesis muy reconocidas. La primera dice que eran utilizados por las mujeres para bajar los frutos más altos de la copa de los árboles, lanzándolos hacia arriba para que rompieran la unión entre la rama y el fruto. La segunda dice que eran utilizados como brida para los caballos; y por último también se dice que fue utilizado para desgranar el arroz, separando el grano de la paja, golpeando con ellos las espigas puestas en una malla.
Esta arma tiene un gran número de variaciones. Las más importantes son la que podría decirse es su arma hermana o bastón de tres secciones proveniente de China, el sansetsukon, y el sanbon nunchaku, que es muy parecida al sansetsukon sólo que en esta las secciones de madera son del mismo tamaño que en el nunchaku. Otra versión de esta arma, el kuruman-bō, que es un bō (o bastón largo de 183 cm) con una cuerda en uno de sus extremos que lo une a un pedazo de madera más pequeño de 30 cm, es un arma muy poco conocida. Otras variantes de esta arma son: el yon-setsukon, que no es más que un nunchaku de cuatro secciones donde cada una de estas es de la mitad de las de un nunchaku común y el sanhokon que es como un nunchaku común desde cuya cuerda o cadena sale otra con otra sección de madera igual a las otras dos. Una última variante más conocida en China es el sanchaku que es un arma de tres secciones de madera que se usa para bloqueo-ataque. Teniendo en cuenta que existen nunchakus "asimétricos" es decir con un palo largo y otro corto, y como dice el artículo que era usado por las mujeres para bajar los frutos de los árboles altos, ¿sería quizá posible que esta herramienta, antes de ser usada en artes marciales fuese usada para cosechar frutos y separar las semillas de las espiga [trilla] como se hace con el mayal europeo? La  parte  más  meridional  del  territorio  japonés  actual  son  las  islas  Ryūkyū. Pero no siempre han pertenecido al Imperio Japonés. Las Ryūkyū están formadas por unas seis docenas de islas y una multitud de islotes y peñascos, siendo Okinawa la isla principal. En el año 1478 gobierna en este reino el Rey Shoshin, que promulgó diferentes edictos prohibiendo las armas  a  los  campesinos,  pescadores y  en  general  a  las  clases  populares, encontrándose  desarmados  y  a  merced  de  los  bandidos  y  soldados  opresores, lo  que  provocó  que  iniciaran  unos  sistemas  de  defensa  aprovechando  los instrumentos y utensilios del trabajo del campo y de la pesca.Los  campesinos  de  estas  islas,  grupo  social  mayoritario,  hallaron en  sus herramientas de trabajo el objeto que necesitaban, transformándolas en armas de ataque y defensa. Así buscaron una doble faceta a sus nunchaku (mayal), kama (hoz), seiryūto (machete); suburi (azada), eiku (remo), bō (palo), o 
el tonfa.

### En China
De acuerdo con la leyenda, el creador de los nunchakus es Zhao Kuangyin. Más tarde este tipo de armas se propagó al sur, concretamente a Okinawa y Filipinas, desde donde se extendió hacia el Japón. 
Debido al paso de los años ha habido cambios en el tamaño y estilo de los nunchakus. Algunos entusiastas los utilizan de 72 cm de longitud total, sin tomar en cuenta la cuerda o cadena de unión.

### En Japón
El nunchaku es un arma de origen chino implementado en el sistema de artes marciales japonesas del Kobudō, más específicamente en la isla de Okinawa. Originalmente era utilizado como una herramienta de trabajo por los campesinos (mayal) y servía para desgranar el arroz (separar el grano de la paja) golpeando con ellos las espigas puestas en una malla. En 1609 se prohibió a estos campesinos el uso de armas, y tras los constantes ataques de los samurái, quienes robaban y oprimían a los campesinos, se empezaron a usar herramientas de trabajo para defensa, creando así el kobudō de Okinawa, casi al mismo tiempo que el karate, que se creó con el mismo fin pero sin considerar el uso de armas.
El nunchaku se compone de dos varas de forma cilíndrica que son de la medida del antebrazo del practicante, se unen en uno de sus extremos entre sí con una cadena o soga de la medida del contorno de la muñeca. Esto permite ágiles y rápidos movimientos dinámicos, que en conjunto con la masa de los palos conllevan una gran inercia que puede ser mortal al golpear.

## Estructura
La simple evolución del garrote primitivo al bastón, el arma más difundida en toda cultura, nos brinda el nunchaku de dos segmentos de madera (llamados Moto), o cualquier otro material duro, de forma octogonal o cilíndrica de 33 cm aproximadamente, los cuales se encuentran unidos por un segmento (llamado Himo) que podía ser de pelo de caballo o paja de arroz trenzada. En algunos casos, era sustituido por una cadena para poder resistir el ataque de un arma de filo. La longitud de la cuerda o la cadena podía variar de algunos centímetros a varias decenas de centímetros según la utilización que se le diera.
Como en el caso de los tridentes o Sai (arma) y la Tonfa o macana, la longitud de los palos del Nunchaku, deben permitir la protección completa del antebrazo, y sus dimensiones deben ser acordes al cuerpo del usuario.

## Efectividad
Es considerada un arma efectiva en una persona muy entrenada, debido a la gran coordinación que se necesita para manejarlo a velocidad. La efectividad en el golpeo viene dada por la velocidad instántanea del extremo (que dependerá de la fuerza aplicada) y la dureza, peso y perfil del material con que está construido. Se aplica para dar golpes a las manos, piernas, tronco y en la cabeza del oponente. O bien como complemento a atrapes, luxaciones, barridos, lanzamientos y estrangulaciones. En movimiento el nunchaku puede alcanzar en la mitad del arco tangente de su trayectoria, velocidades de más de 100 km/h pudiendo fracturar una mano, un cráneo o una pierna.
La longitud de la cuerda es más o menos de unos 4 dedos de longitud.

## Conservación de los nunchaku
Para el nunchaku de madera es aconsejable (aunque no estrictamente necesario) limpiar el nunchaku con un paño humedecido en aceite de oliva o cualquier otro tipo de aceite vegetal para hacerlo más fácil de agarrar y para evitar que se descolore, manteniendo el color original (ya que la capa de aceite sustituye al barniz perdido) pero cuidado, si no se aplica bien puede quedar pegajoso. Al golpear objetos de gran dureza la madera del nunchaku puede astillarse y estas astillas pueden dañar las manos. Para evitar esto, se puede envolver cuidadosamente celofán de oficina (es ancho, ligero, de perfil delgado, transparente y muy resistente una vez pegado) alrededor del eje en forma de espiral. Esto debe hacerse con cuidado y perfeccionarse para evitar burbujas de aire y los relieves producidos por malas dobladuras. De esta forma no necesita ser tratado con aceite y no habrá posibilidad de que salten astillas. Para prevenir el desgaste de la cera de nailon de las cuerdas puede revestirse también las extremidades donde hay mayor fricción. 
Una alternativa a la cinta de celofán es la cinta aislante que se estira levemente y hace más fácil enrollar en forma de espiral alrededor de los palos. Es también resistente a la humedad (sudor) y proporciona una superficie mejor para ser agarrada que la cinta del celofán. 
Muchos practicantes tradicionales del kobudo dejan la madera sin tratamiento alguno. Esto se debe a que los aceites junto al contacto con la piel pueden endurecer la madera. El barniz, la laca y similares también se consideran generalmente malos para el arma y no muy buenos para el agarre y control del arma puesto que la madera no absorbería el sudor de las manos. En el caso de que el arma tenga un cordón de nailon se aconseja dejar un poco más de la longitud necesaria para que una vez que haya desgaste por el uso se pueda ajustar de nuevo mediante un nudo, el cual no debe interferir con el movimiento de los palos. Adicionalmente se debe observar que la longitud de la cuerda sea óptima.
Los nunchaku unidos mediante cadena o con movimiento por medio de balines en la parte superior de los palos, también pueden ser aceitados para prevenir el ruido, ya que el desgaste de estas partes puede causar que uno de los palos se desprenda. La ventaja de los nuchaku unidos con cable es que el desgaste es más notorio y así se pueden prevenir accidentes.

## Legalidad
La posesión del nunchaku es ilegal en muchos países, como España, Australia, Canadá, Chile y el Reino Unido (las leyes anti-nunchaku en el Reino Unido fueron aprobadas en el año 1991). La legalidad en los Estados Unidos varía en cada estado. Por ejemplo la posesión del nunchaku es ilegal en Nueva York, California y Massachusetts, pero en otros estados no lo es. En Nueva York, el abogado Jim Maloney ha iniciado un pleito pidiendo declaración que las leyes no se pueden usar para prohibir la posesión de un nunchaku, en su propio caso, para uso pacífico en disciplina de artes marciales.
El nunchaku no necesariamente es de madera, también hay nunchakus de PVC, plástico o metal, y no es necesariamente soga, también existen nunchakus unidos por una cadena.
En Alemania, los nunchaku son ilegales desde abril de 2006, cuando fueron declarados armas de estrangulamiento.
Estas prohibiciones se produjeron en gran parte después de la ola de popularidad de las películas de Bruce Lee.

## Estilo libre ofreestyle
El estilo libre del nunchaku, mayormente conocido como freestyle, comenzó con las exhibiciones del arma de parte de Bruce Lee en sus películas durante los años 1960 y 1970. Desde entonces practicantes de todo el mundo han visto en el freestyle una nueva forma de expresión. 
El freestyle nunchaku no es un arte marcial, más bien es una coreografía, aun cuando en muchos torneos de artes marciales hay categorías de estilo libre.
Actualmente existe un sitio internacional de freestyle nunchaku (en inglés) Freestyle Forum Archivado el 3 de noviembre de 2006 en Wayback Machine., que realiza competencias a través de internet, dos veces al año, donde cualquier persona puede participar.

## Uso para la aplicación de la ley
Los nunchaku han sido empleados por algunos departamentos de policía estadounidenses durante décadas, especialmente después de las populares películas de Bruce Lee de la década de 1970. Por ejemplo, en 2015, la policía de la pequeña ciudad de Anderson, California fue entrenada y desplegada para usar nunchaku como una forma de fuerza no letal. Fueron seleccionados por su utilidad como arma de ataque y como herramienta de control.
El Nunchaku de la Policía de Orcutt (OPN) ha sido adoptado por más de 200 organismos encargados de hacer cumplir la ley en los EE. UU. A pesar de que podía usarse como un arma de golpe, se usaba principalmente como un implemento de agarre en las muñecas y los tobillos para aliviar el dolor. Eran muy efectivos en ese sentido, pero el uso inadecuado se había asociado con lesiones como roturas de muñecas y extremidades que llevaron a su eliminación gradual.

## Asociaciones deportivas
Desde la década de 1980, ha habido varias asociaciones deportivas internacionales que organizan el uso del nunchaku como deporte de contacto. Las asociaciones actuales suelen realizar peleas de "semi-contacto", donde están prohibidos los golpes severos, a diferencia de las peleas de "contacto". Las partidas "Full-Nunch", por otro lado, no tienen limitaciones en cuanto a la gravedad de los strikes y el knockout está permitido.
- American Style Nunchaku Federation (ASNF): Fundado por el Gran Maestro Michael Burke en 1992 y se enfoca en formas de torneo y Katas.
- North American Nunchaku Association (NANA): Fundada en 2003 en California por Sensei Chris Pellitteri, NANA enseña todos los aspectos del nunchaku, tradicional y de estilo libre, individual y doble.
- World Amateur Nunchaku Organization (WANO): Fundada por Pascal Verhille en Francia en 1988.
- Fédération Internationale de Nunchaku de Combat et Artistique (FINCA): Fundada por Raphaël Schmitz en Francia en 1992 como una fusión de las asociaciones disueltas WANO y FFNS (Fédération Française de Nunchaku Sportif). Su nombre actual es Fédération Internationale de Nunchaku, Combat complet et Arts martiaux modernes et affinitaires (FINCA).[16] Una pelea con las reglas de FINCA dura dos rondas de dos minutos. No es necesario cambiar ni la rama del nunchaku ni la mano antes de golpear, solo una correcta recuperación. No hay paradas durante la pelea, excepto por pérdida, levantamiento o penalizaciones.
- World Nunchaku Association (WNA): Fundada por Milco Lambrecht en los Países Bajos en 1996.[17] WNA utiliza nunchaku de entrenamiento de peso equilibrado de plástico amarillo y negro y casco protector. Tienen su propio sistema de colores de cinturones, en el que los participantes ganan franjas de colores en el cinturón, en lugar de cinturones de colores completos. Un lado del cinturón es amarillo y el otro negro, de manera que en una competencia los oponentes pueden ser distinguidos por el lado visible del cinturón. Las reglas de lucha de la WNA corresponden a la subsección kumite de la disciplina Nunchaku-do.[18] Es una "lucha de toque" de dos minutos, en la que las habilidades técnicas son muy importantes. Después de cada punto anotado, la pelea se detiene y los luchadores recuperan su posición inicial.
- International Techdo Nunchaku Association (ITNA): Fundado por Daniel Althaus en Suiza en 2006. ITNA gobierna las peleas en los últimos dos asaltos de 2:30. No hay paradas durante la ronda, excepto por pérdida, levantamiento o penalizaciones. Entre dos golpes, el luchador tiene que cambiar de mano y rama de nunchaku antes de volver a golpear, excepto si bloquea.
- Nunchaku-en-Savate (ARSIC-International): Presentado por primera vez por Jean-Noel Eynard, profesor de Savate, pionero de FFBFSDA Savate en los EE. UU. El deporte combina la técnica de Savate con Nunchaku similar a Savate combinado con la Canne. El renacimiento de Nunchaku-en-savate ocurrió en Costa de Marfil a finales de la década de 1970. Se enseñaba en las clases de Defensa Personal Savate. El deporte llegó a los Estados Unidos en 1983.